# Щеглов Панас Федорович
Панас Федорович Щеглов (15 січня 1912, село Михалі, тепер Оленінського району Тверської області, Російська Федерація — 28 січня 1995, місто Москва) — радянський військовий діяч, Герой Радянського Союзу (1944). 1-й заступник головнокомандувача військами протиповітряної оборони СРСР з 1966 по 1974 рік, генерал армії (1970). Депутат Верховної Ради УРСР 4—5-го скликань. Депутат Верховної Ради СРСР 6—8-го скликань. Член ЦК КПУ в 1956—1960 роках

## Біографія
Народився 15 (2) січня 1912 року в селі Михалі Бєльського повіту Тверської губернії в селянській родині. У 1917 році родина переїхала на станцію Чертоліно. Закінчив Ржевську середню школу.
З вересня 1929 року — в Червоній армії. У 1933 році закінчив 1-у Радянську Об'єднану військову школу РСЧА імені ВЦВК у Москві.
З червня 1933 року служив у 73-му артилерійському полку 73-ї стрілецької дивізії Сибірського військового округу: командир взводу, помічник командира, командир батареї.
У жовтні 1935 року направлений навчатися на військово-ветеринарний факультет Московського ветеринарного інституту. У травні 1936 року переведений у Військову академію РККА імені Фрунзе, яку закінчив у 1939 році.
Член ВКП(б) з 1939 року.
З травня 1939 року — начальник штабу 290-го артилерійського полку 104-ї стрілецької дивізії. З липня 1939 — помічник начальника відділення оперативного відділу штабу 7-ї армії Ленінградського військового округу. На цій посаді брав участь у радянсько-фінській війні 1939—1940 років.
З серпня 1940 року — старший помічник начальника оперативного відділення оперативного відділу штабу Ленінградського військового округу.
Учасник німецько-радянської війни з червня 1941 року. З 17 липня 1941 року — старший помічник начальника оперативного відділу штабу Північного фронту. З серпня 1941 року — командир 690-го артилерійського полку протитанкових гармат 55-ї армії Ленінградського фронту. З листопада 1941 року — командир 2-го особливого стрілецького лижного полку 54-ї армії Ленінградського фронту, у квітні 1942 року повернувся на посаду командира 690-го артилерійського полку протитанкових гармат.
З червня 1942 року — заступник начальника оперативного відділу штабу Ленінградського фронту (з перервою у вересні — жовтні 1942, коли командував 3-ю окремою лижною бригадою). Учасник битви за Ленінград.
У квітні 1943 — жовтні 1944 р. — командир 63-ї гвардійської стрілецької дивізії 30-го гвардійського стрілецького корпусу 42-ї (2-ї Ударної) армії Ленінградського фронту.
У жовтні 1944 — 1945 року — командир 30-го гвардійського стрілецького корпусу Ленінградського фронту. Вів бойові дії проти Курляндського угрупування німецьких військ до травня 1945 року.
У 1948 році закінчив Вищу військову академію Генерального штабу імені Ворошилова.
У квітні 1948 — червні 1949 року — командир 4-го гвардійського стрілецького корпусу. Потім багато років служив на командних посадах у Військах протиповітряної оборони (ППО) СРСР.
У червні 1949 — січні 1951 року — командувач військ ППО Ленінградського району. У січні — червні 1951 року — командувач військ ППО Уральського району. У червні 1951 — квітні 1954 року — командувач 4-ї окремої армії ППО в місті Свердловську (РРФСР). У квітні — липні 1954 року — в розпорядженні Головного управління кадрів Міністерства оборони СРСР.
У липні 1954 — серпні 1959 року — командувач Київської армії ППО і заступник командувача військ Київського військового округу по військах протиповітряної оборони.
У серпні 1959 — липні 1966 року — командувач військ Бакинського округу ППО.
У липні 1966 — квітні 1974 року — 1-й заступник головнокомандувача військ протиповітряної оборони СРСР.
У квітні 1974 — березні 1985 року — представник головнокомандувача Об'єднаних збройних сил країн — учасниць Варшавського договору у Війську Польському (Польська Народна Республіка).
У березні 1985 — травні 1992 року — військовий інспектор-радник Групи генеральних інспекторів Міністерства оборони СРСР.
З травня 1992 року — у відставці. Проживав у Москві. Похований на Новодівочому кладовищі.

## Звання
- підполковник (1942)
- полковник (1943)
- генерал-майор (3.06.1944)
- генерал-лейтенант (11.05.1949)
- генерал-полковник (18.02.1958)
- генерал армії (30.04.1970)

## Нагороди
- Герой Радянського Союзу (14.02.1944[1])
- чотири ордени Леніна
- три ордени Червоного Прапора (1940, 10.11.1942,)
- орден Жовтневої Революції (14.01.1982)
- орден Трудового Червоного Прапора
- орден Суворова 2-го ст. (22.06.1944)
- орден Олександра Невського (1.10.1944)
- два ордени Вітчизняної війни 1-го ст. (24.09.1943, 11.03.1985)
- два ордени Червоної Зірки
- орден «За службу Батьківщині у Збройних Силах СРСР» 3-го ст.
- ордени
- медалі